# ク・バウ
ク・バウ（Ku-Bau、クババとも）は、古代メソポタミア、キシュ第3王朝の伝説的な女王である。

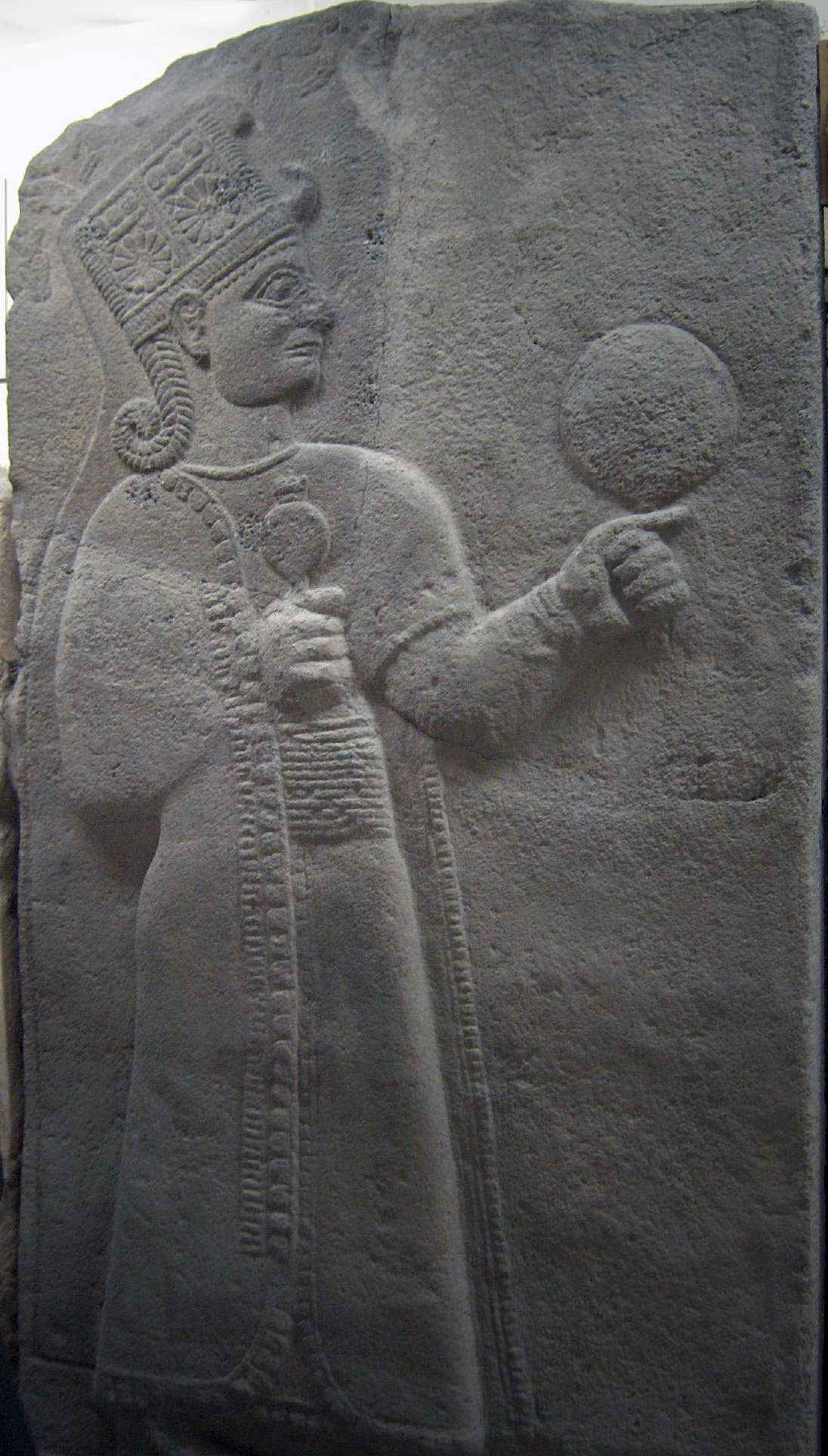

## ク・バウに関する説話
シュメール王名表によれば彼女はキシュ第3王朝のただ一人の王であり、100年間にわたって在位したという。ク・バウは娼婦から王妃へと成り上がり、遂にはキシュの実権を握り女王に即位したと伝えられる。古代メソポタミアにおいて実権を握ったと伝えられる女性はサム・ラマトやナキア（ザクトゥ）などがいるが、正式に王として即位した女性としては彼女が唯一の存在である。
しかし、実在の人物であるのかどうなのか、はっきりしたことは何もわかっていない。キシュ第4王朝のプズル・シンの母であるとされる。また、一説ではウル・ザババの母でもある。

## ク・バウを扱った作品
- Web小説『白銀少女戦記』[1]